# Stachybotrys dichroa
Stachybotrys dichroa är en svampart som beskrevs av Grove 1886. Stachybotrys dichroa ingår i släktet Stachybotrys, ordningen köttkärnsvampar, klassen Sordariomycetes, divisionen sporsäcksvampar och riket svampar.   Inga underarter finns listade i Catalogue of Life.